# Вагранка

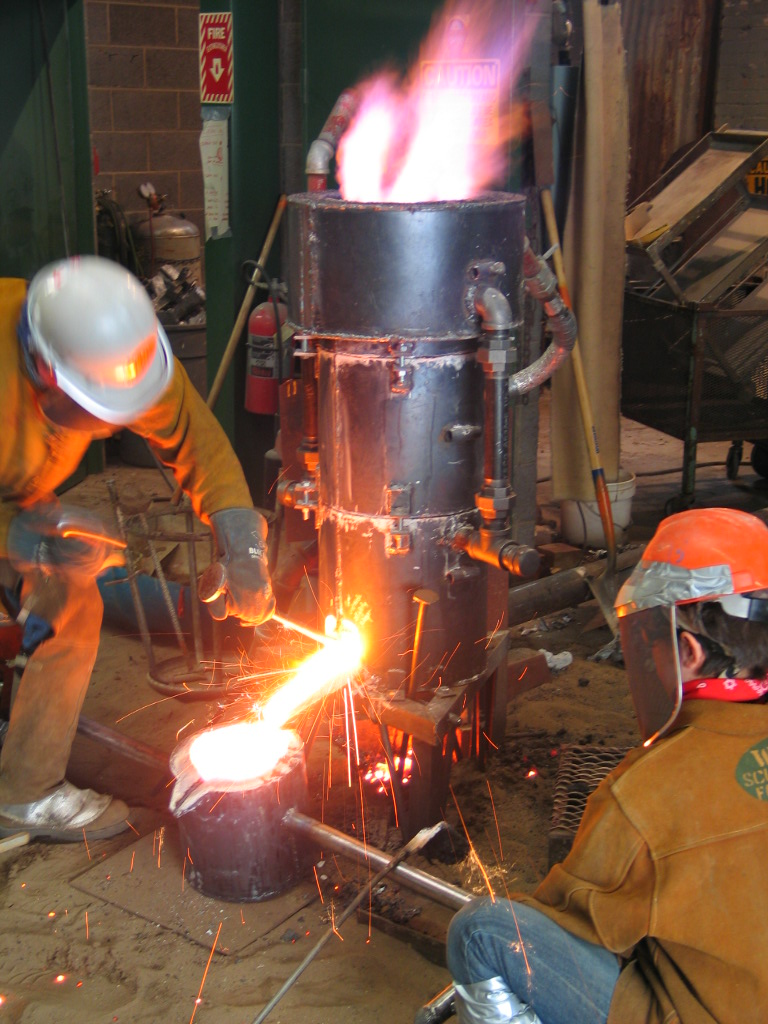
Вагранка

Вагра́нка — топливная печь шахтного типа (вертикальная), служащая для переплавки и обжига. 
Как правило вагранка снабжена цилиндрическим железным кожухом, выложенным внутри тонкой огнеупорной кладкой, образующей цилиндрическое же или почти цилиндрическое рабочее пространство печи, в котором отношение высоты к поперечному сечению значительно больше единицы (от 4 до 6).
Применяются вагранки для обжига (доломита, магнезита) и плавления (цветных металлов и чугуна). Первый процесс обыкновенно ведется с естественной подачей воздуха («самодувные вагранки»), второй — всегда с дутьем, хотя и слабого напряжения.
Горючим для вагранок служит обыкновенно искусственное топливо — кокс, гораздо реже — антрацит или каменный уголь, не спекающийся и сохраняющий форму кусков при нагревании. В вагранке может сжигаться и жидкое топливо, но в таком случае к ней прибавляется камера, под сводом которой сжигается распыляемое топливо, а на полу скапливается жидкий чугун, плавящийся в шахте вагранки. Такая камера («передовой горн») часто устраивается и в обыкновенных вагранках для сбора расплавившегося чугуна.
В зависимости от требуемой производительности, размеры вагранок меняются в очень широких пределах, равно как и количество получаемого ими дутья, а также его напряжение.

## История
Ваграночные печи были построены в Китае еще в период Сражающихся царств (403—221 гг. до н. э.), хотя Дональд Вагнер пишет, что часть железной руды, расплавленной в доменной печи, могла быть отлита непосредственно в формах. Во времена династии Хань (202 г. до н.э. – 220 г. н.э.) большинство, если не все, железо, выплавленное в доменной печи, было переплавлено в вагранке. Они были спроектирован таким образом, что холодный воздух, впрыскиваемый внизу, проходил через трубки фурмы через верхнюю часть, где загружалась шихта (т.е. древесный уголь и металлолом или чугун), воздух становился горячим дутьем, прежде чем достичь дна печи, где железо плавилось, а затем сливалось в соответствующие формы для литья. Современная вагранка была изготовлена французским ученым и энтомологом Рене-Антуаном Фершо де Ромюром около 1720 года.